# PRODUCE 48 - 30 Girls 6 Concepts
《PRODUCE 48 - 30 Girls 6 Concepts》는 엠넷의 서바이벌 리얼리티 프로그램 《PRODUCE 48》의 참가자들의 미니 앨범이다. 2018년 8월 18일 스톤뮤직 엔터테인먼트를 통해 공개되었다.

## 차트 성적
대한민국의 차트 멜론 차트에서는 수록곡인 〈Rumor〉가 최고 순위 12위, 〈다시 만나 (See you again)〉가 32위였다.
일본에서는 2018년 8월 19일자 일본 아이튠즈의 종합 앨범 다운로드 차트에서 3위이다. 또, 아이튠즈의 종합 앨범 다운로드의 각국의 차트에서는 대만과 태국, 싱가포르, 인도네시아에서는 2018년 8월 19일자 차트에서 1위, 홍콩, 말레이시아에서는 2018년 8월 20자 차트에서 1위를 했다.
아시아 이외의 지역에서는 미국에서 2018년 8월 19일자 아이튠즈 앨범 차트에서 91위를 했으며, (전미 팝송 부준 아이튠즈 앨범 차트에서는 18위), 2018년 8월 19일자 동명의 차트에서 캐나다에서 95위, 멕시코에서 68위를 각각 차지했다.

## 수록 내용
| #            | 제목                             | 작사                            | 작곡                     | 편곡                  | 가창 멤버 | 재생 시간 |
| ------------ | -------------------------------- | ------------------------------- | ------------------------ | --------------------- | --------- | --------- |
| 1.           | 〈Rollin' Rollin'〉              | 달리 신쿵 Wonderkid             | 신쿵 Wonderkid           | 러브포션              | 2:55      |           |
| 2.           | 〈너에게 닿기를 (To reach you)〉 | 이상호 서용배                   | 이상호 서용배            | 기억 조작단           | 3:31      |           |
| 3.           | 〈Rumor〉                        | 13 (Score Megatone EDEN) J.Rise | 13 (Score Megatone EDEN) | 국.슈 (국프의 핫이슈) | 3:17      |           |
| 4.           | 〈다시 만나 (See you again)〉    | 이대휘                          | 이대휘 리시 Simpson      | 약속                  | 3:08      |           |
| 5.           | 〈1000%〉                        | 이기 C-no 웅킴                  | 이기 C-no 웅킴           | Summer Wish           | 3:36      |           |
| 6.           | 〈I AM〉                         | 진리                            | 장준호 Jake K 진리       | 새벽 한 시            | 3:24      |           |
| 총 재생 시간 | 총 재생 시간                     | 총 재생 시간                    | 총 재생 시간             | 총 재생 시간          | 19:51     |           |

1. ↑  장원영, 김나영, 혼다 히토미, 시로마 미루, 김도아
2. ↑  김채원, 장규리, 야부키 나코, 조유리, 나고은
3. ↑  김시현, 권은비, 한초원, 이시안, 무라세 사에
4. ↑  왕이런, 박해윤, 강혜원, 미야와키 사쿠라, 타케우치 미유
5. ↑  김민주, 이채연, 시타오 미우, 미야자키 미호, 고토 모에
6. ↑  이가은, 안유진, 허윤진, 최예나, 타카하시 쥬리

## 차트
| 차트 (2018)                  | 최고 순위 |
| ---------------------------- | --------- |
| 일본 (아이튠즈 앨범 종합)    | 3         |
| 일본 (아이튠즈 K-POP 부문)   | 1         |
| 대만 (아이튠즈 종합)         | 1         |
| 홍콩 (아이튠즈 종합)         | 1         |
| 태국 (아이튠즈 종합)         | 1         |
| 싱가포르 (아이튠즈 종합)     | 1         |
| 인도네시아 (아이튠즈 종합)   | 1         |
| 말레이시아 (아이튠즈 종합)   | 1         |
| 베트남 (아이튠즈 종합)       | 2         |
| 아랍에미리트 (아이튠즈 종합) | 6         |
| 전미 (아이튠즈 종합)         | 91        |
| 캐나다 (아이튠즈 종합)       | 95        |
| 멕시코 (아이튠즈 종합)       | 68        |